# Erneuerungstheorie
Die Erneuerungstheorie (engl. renewal theory) ist ein Spezialgebiet der Wahrscheinlichkeitstheorie und befasst sich mit Prozessen, die sich nach jedem Erreichen des Ausgangszustandes wieder so verhalten wie beim Start des Experiments.

## Motivation
Ein motivierendes Beispiel ist die regelmäßige Erneuerung der für den Betrieb einer Leuchte verwendeten Glühlampe, die nach jedem Ausfall zu ersetzen ist. Die Lebensdauer einer Glühlampe wird durch eine Zufallsvariable beschrieben, deren Verteilung für alle in Frage kommenden Glühlampen gleich ist, also eine bekannte, charakteristische Eigenschaft darstellt. Ferner wird angenommen, dass diese Lebensdauern voneinander unabhängig sind. Es ist nun von Interesse, wie häufig die Glühlampe durchschnittlich auszuwechseln ist; das heißt, man fragt, wie viele Erneuerungen bis zu einer vorgegebenen Betriebszeit vorzunehmen sind. 
Sehr ähnliche Aufgabenstellungen erhält man für allgemeinere Wartungsarbeiten oder für Bedienzeiten von Kunden, die nach einer vorgegebenen Verteilung an einer Abfertigungsstelle erscheinen und dort eine Warteschlange bilden. Hier liefert die Erneuerungstheorie Hinweise für optimale Wartungsintervalle oder optimale Personalvorhaltung an Servicestellen. Versteht man das Eintreten eines Wartungsfalls als Schadensfall, so wird sofort verständlich, dass die Erneuerungstheorie auch in der Versicherungsmathematik von Bedeutung ist.

## Definition

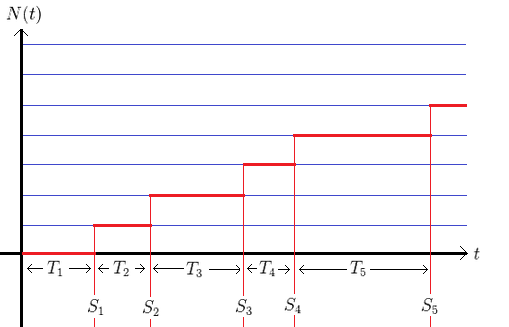
Bei jeder Erneuerungszeit springt um mindestens eine Einheit.

Ein Erneuerungsprozess wird durch eine Folge {\displaystyle (T_{n})_{n\in \mathbb {N} }} von unabhängigen, identisch verteilten nicht-negativen Zufallsgrößen mit {\displaystyle P(T_{n}=0)<1} gegeben, wobei {\displaystyle P} die Wahrscheinlichkeit auf dem zugrunde liegenden Wahrscheinlichkeitsraum sei.
{\displaystyle S_{n}:=T_{1}+\ldots +T_{n}}
heißt {\displaystyle n}-te Erneuerungszeit, wobei zusätzlich {\displaystyle S_{0}} die konstante Funktion 0 sei. Die Folge {\displaystyle (S_{n})_{n\in \mathbb {N} }} heißt Erneuerungsfolge, ein Intervall {\displaystyle (S_{n-1},S_{n}]} heißt Erneuerungszyklus und hat definitionsgemäß die Länge {\displaystyle T_{n}}, die man daher auch Zykluszeit nennt. Schließlich setzt man für {\displaystyle t\in [0,\infty )}
{\displaystyle N(t):=|\{n\in \mathbb {N} |\,S_{n}\leq t\}|},
die Anzahl aller {\displaystyle n}, für die die {\displaystyle n}-te Erneuerungszeit den Zeitpunkt {\displaystyle t} noch nicht überschritten hat. Der so definierte stochastische Prozess {\displaystyle (N(t))_{t\in [0,\infty )}} heißt der Erneuerungsprozess.

## Bemerkungen

### Interpretation der Definition
Diese Definitionen werden anhand obigen Glühlampenbeispiels sofort verständlich. {\displaystyle T_{n}} modelliert die Betriebsdauer der {\displaystyle n}-ten Glühlampe, {\displaystyle S_{n}} ist die durch {\displaystyle n} Glühlampen hintereinander erbrachte Gesamtleuchtdauer, {\displaystyle N(t)} schließlich ist die Anzahl der bis zum Zeitpunkt {\displaystyle t} erforderlichen Glühlampenwechsel. Die Bedingung {\displaystyle P(T_{n}=0)<1} stellt sicher, dass eine neu eingesetzte Glühlampe nicht mit Sicherheit sofort wieder ausfällt; nur dann ist die zeitliche Betrachtung regelmäßiger Erneuerungen sinnvoll. Ähnliche Interpretationen für Wartungsarbeiten, Serviceleistungen oder Schadensfälle sind naheliegend.

### Verzögerter Erneuerungsprozess
Eine häufig verwendete Variante ist der sogenannte verzögerte Erneuerungsprozess, bei dem die Verteilung von {\displaystyle T_{1}} von der gemeinsamen Verteilung der übrigen {\displaystyle T_{n},n\geq 2}, abweichen darf. Dies wird erforderlich, wenn man die Ausgangssituation nicht kennt und daher über {\displaystyle T_{1}} eine andere Annahme treffen muss, oder wenn, etwa im Falle von Wartungsarbeiten, die Originalbauteile andere sind als die regelmäßig auszutauschenden Ersatzteile. Der eigentliche Erneuerungsprozess beginnt also erst nach {\displaystyle T_{1}}, was die Bezeichnung als verzögerten Erneuerungsprozess erklärt.

### Auszahlungsprozess
In der Regel sind mit dem Eintreten einer jeden Erneuerungszeit Auszahlungen, die im Kostenfall auch negativ sein können, verbunden. Daher betrachtet man zu den in obiger Definition gegebenen Daten noch eine Folge {\displaystyle (R_{n})_{n\in \mathbb {N} }} unabhängiger und identisch verteilter Zufallsvariablen, die für die Auszahlungen zum n-ten Erneuerungszeitpunkt {\displaystyle S_{n}} stehen. Die Gesamtauszahlung bis zum Zeitpunkt {\displaystyle t} ist dann
{\displaystyle R(t):=\sum _{n=1}^{N(t)}R_{n}}.
Der stochastische Prozess {\displaystyle R(t)_{t\in [0,\infty )}} heißt der zum Erneuerungsprozess gehörige Auszahlungsprozess.
In vielen Anwendungen geht es darum, die mit diesem Auszahlungsprozess verknüpften Daten zu optimieren. In einer hier nicht näher betrachteten Variante kann {\displaystyle R_{n}} durch eine sich während des {\displaystyle n}-ten Erneuerungszyklus entwickelnde Funktion ersetzt werden, so dass obiges {\displaystyle R_{n}} die während des Zyklus kumulierte Auszahlung ist. Dadurch können die zu den Erneuerungszeiten auftretenden Sprünge vermieden werden.

## Grundlagen
Es liege ein wie oben beschriebener Erneuerungsprozess vor, {\displaystyle F} sei die Verteilungsfunktion der Zykluszeiten {\displaystyle T_{n}}. 
Die durchschnittliche Zykluszeit {\displaystyle \mu =E(T_{n})} ist positiv, da sonst {\displaystyle T_{n}} fast sicher 0 wäre, was der Voraussetzung {\displaystyle P(T_{n}=0)<1} widerspräche. Für den Erwartungswert des Erneuerungsprozesses gilt
{\displaystyle m(t):=E(N(t))=\sum _{n=1}^{\infty }P(S_{n}\leq t)=\sum _{n=1}^{\infty }F^{*n}},
wobei {\displaystyle F^{*n}} die n-fache Faltung mit sich sei. Man nennt {\displaystyle m} in naheliegender Weise die Mittelwertsfunktion des Erneuerungsprozesses.  Unter Verwendung der Bedingung {\displaystyle P(T_{n}=0)<1} kann man zeigen, dass {\displaystyle m(t)} endlich und daher {\displaystyle N(t)} fast überall endlich ist. Daraus ergibt  sich weiter das für einen sinnvollen Erneuerungsprozess erwartete Grenzwertverhalten
{\displaystyle S_{n}\to \infty } fast sicher für {\displaystyle n\to \infty }
{\displaystyle N(t)\to \infty } fast sicher für {\displaystyle t\to \infty }.
Über das Wachstum von {\displaystyle N(t)} kann man eine viel genauere Aussage treffen:
{\displaystyle {\frac {N(t)}{t}}\to {\frac {1}{\mu }}} fast sicher für {\displaystyle t\to \infty }.
Diese Aussage gilt auch unter dem Erwartungswert, das heißt
{\displaystyle {\frac {m(t)}{t}}\to {\frac {1}{\mu }}} fast sicher für {\displaystyle t\to \infty },
was auch als einfaches Erneuerungstheorem bekannt ist. Dies bestätigt die Intuition, dass die langfristig erwartete Anzahl der Erneuerungen pro Zeit mit dem Kehrwert der zu erwartenden Dauer zwischen zwei Erneuerungen übereinstimmt. 
Entsprechende Resultate hat man für den zugehörigen Auszahlungsprozess:
{\displaystyle {\frac {R(t)}{t}}\to {\frac {E(R_{1})}{\mu }}} fast sicher für {\displaystyle t\to \infty },
das heißt im langfristigen Mittel ist die Auszahlung pro Zeit gleich der mittleren Auszahlung eines Erneuerungszyklus geteilt durch die mittlere Zykluslänge.

## Der Poissonprozess als Erneuerungsprozess
Der einfachste Fall liegt vor, wenn die {\displaystyle T_{n}} exponentialverteilt mit einem Parameter {\displaystyle \lambda } sind. Dann ist {\displaystyle (N(t))_{t\in [0,\infty )}} ein Poissonprozess zum Parameter {\displaystyle \lambda }, d. h. {\displaystyle N(t)} ist Poisson-verteilt zum Parameter {\displaystyle \lambda t}. In diesem Fall ist daher {\displaystyle m(t)=E(N(t))=\lambda t} und das Erneuerungstheorem wird trivial, denn für die mittlere Zykluszeit gilt {\displaystyle \textstyle \mu ={\frac {1}{\lambda }}}, da dies der Erwartungswert einer Exponentialverteilung ist.

## Anwendung
Zur Veranschaulichung der oben eingeführten Begriffe betrachten wir folgende Strategie für das Auswechseln von Glühlampen, deren zufällige Lebensdauern durch unabhängige und identisch verteilte Zufallsvariable {\displaystyle X_{n}} mit Verteilungsfunktion {\displaystyle F} gegeben seien. Wir wechseln spätestens nach einer noch zu bestimmenden Zeit {\displaystyle T}, was zu Kosten in Höhe von {\displaystyle a} führt, und nur dann früher, wenn die Glühlampe tatsächlich ausfällt, was neben {\displaystyle a} zusätzliche Kosten in Höhe von {\displaystyle b} verursacht. Der Erneuerungszyklus hat daher die zufällige Länge
{\displaystyle T_{n}=\min(X_{n},T)}.
Zum {\displaystyle n}-ten Erneuerungszeitpunkt hat man dann Kosten {\displaystyle R_{n}} mit Erwartungswert
{\displaystyle E(R_{n})=E(R_{1})=aP(X_{n}>T)+(a+b)P(X_{n}\leq T)=a(1-F(T))+(a+b)F(T)=a+bF(T)}.
Die durchschnittliche Zykluszeit ist
{\displaystyle \mu =E(T_{n})=\int _{0}^{\infty }P(T_{n}>t)\,\mathrm {d} t=\int _{0}^{T}P(X_{n}>t)\,\mathrm {d} t=\int _{0}^{T}(1-F(t))\,\mathrm {d} t}.
Langfristig entstehen daher Kosten pro Zeit in Höhe von
{\displaystyle \lim _{t\to \infty }{\frac {R(t)}{t}}={\frac {E(R_{1})}{\mu }}={\frac {a+bF(T)}{\int _{0}^{T}(1-F(t))\,\mathrm {d} t}}}.
Zur Bestimmung des optimalen Wechselintervalls {\displaystyle T} bei bekannten Kosten {\displaystyle a} und {\displaystyle b} sowie bekannter Verteilungsfunktion {\displaystyle F} muss man die Minimalstelle dieses Ausdrucks in Abhängigkeit von {\displaystyle T} bestimmen. Das ist besonders einfach, wenn {\displaystyle F} eine stetige Dichte hat, denn dann sind {\displaystyle F} und das Integral als Funktion der oberen Grenze differenzierbar, das heißt, es können die Optimierungsmethoden der Analysis verwendet werden.